# Barrio San Martín
Barrio San Martín är en ort i Mexiko.   Den ligger i kommunen San Agustín Loxicha och delstaten Oaxaca, i den sydöstra delen av landet, 500 km sydost om huvudstaden Mexico City. Barrio San Martín ligger 1 852 meter över havet och antalet invånare är 247.
Terrängen runt Barrio San Martín är kuperad åt nordväst, men åt sydost är den bergig. Barrio San Martín ligger uppe på en höjd. Runt Barrio San Martín är det ganska tätbefolkat, med 83 invånare per kvadratkilometer. Närmaste större samhälle är San Agustín Loxicha, 0,45 km öster om Barrio San Martín. I omgivningarna runt Barrio San Martín växer i huvudsak städsegrön lövskog.